# گراهام بکل
گراهام بکل (به انگلیسی: Graham Beckel) (زاده ۲۲ دسامبر ۱۹۴۹) بازیگرآمریکایی است.
از فیلم‌های او می‌توان به برق‌آسا، ترک لاس وگاس، تازه شروع شده، جنیفر ۸، هاردبال، به خانه خوش آمدید، آبی تیره و فضانورد کشاورز اشاره کرد.